# Marysin (powiat piaseczyński)
Marysin – wieś sołecka w Polsce położona w województwie mazowieckim, w powiecie piaseczyńskim, w gminie Lesznowola. Leży przy DK7.
| SIMC    | Nazwa  | Rodzaj    |
| ------- | ------ | --------- |
| 1058148 | Wygoda | część wsi |

W latach 1975–1998 miejscowość należała administracyjnie do województwa warszawskiego.